# 7208 Ashurbanipal
A 7208 Ashurbanipal (ideiglenes jelöléssel 2645 P-L) a Naprendszer kisbolygóövében található aszteroida. Cornelis Johannes van Houten, Ingrid van Houten-Groeneveld és Tom Gehrels fedezte fel 1960. szeptember 24-én.